# مقاطعة أوسييك-بارانيا

موقع المقاطعة بالنسبة لكرواتيا.

مقاطعة أوسييك-بارانيا هي إحدى مقاطعات كرواتيا ومركزها مدينة أوسييك.